# Before and After Science
Albums de Brian Eno
Cluster & Eno
(1977) Ambient 1: Music for Airports
(1978)
Before and After Science est un album de Brian Eno sorti fin 1977.

## Titres
Toutes les chansons sont écrites et composées par Brian Eno, sauf mention du contraire.
| 1. | No One Receiving          |  | 3:51 |
| 2. | Backwater                 |  | 3:43 |
| 3. | Kurt's Rejoinder          |  | 2:53 |
| 4. | Energy Fools the Magician |  | 2:05 |
| 5. | King's Lead Hat           |  | 3:53 |

| 6.  | Here He Comes        |                         | 5:40 |
| 7.  | Julie With...        |                         | 6:20 |
| 8.  | By This River        | Eno, Roedelius, Moebius | 3:03 |
| 9.  | Through Hollow Lands |                         | 3:03 |
| 10. | Spider and I         |                         | 4:08 |

## Musiciens
- Brian Eno : chant, synthétiseurs (Minimoog, EMS Synthi AKS, Yamaha CS-80), piano, guitare, percussions, cuivres, autres
- Paul Rudolph : basse, guitare rythmique
- Phil Collins : batterie
- Percy Jones : basse fretless, basse delay
- Rhett Davies : agong-gong, stick
- Jaki Liebezeit : batterie
- Dave Mattacks : batterie
- Shirley Williams (Robert Wyatt) : cymbales
- Kurt Schwitters : chant
- Fred Frith : guitares
- Andy Fraser : batterie
- Phil Manzanera : guitare rythmique
- Robert Fripp : guitare
- Achim Roedelius : piano, piano électrique
- Möbi Moebius : piano
- Bill MacCormick : basse
- Brian Turrington : basse